# Département d'Ayacucho (Argentine)
Pour les articles homonymes, voir Ayacucho (homonymie).
Le département d'Ayacucho est une des 9 subdivisions de la province de San Luis, en Argentine. Son chef-lieu est la ville de San Francisco del Monte de Oro.

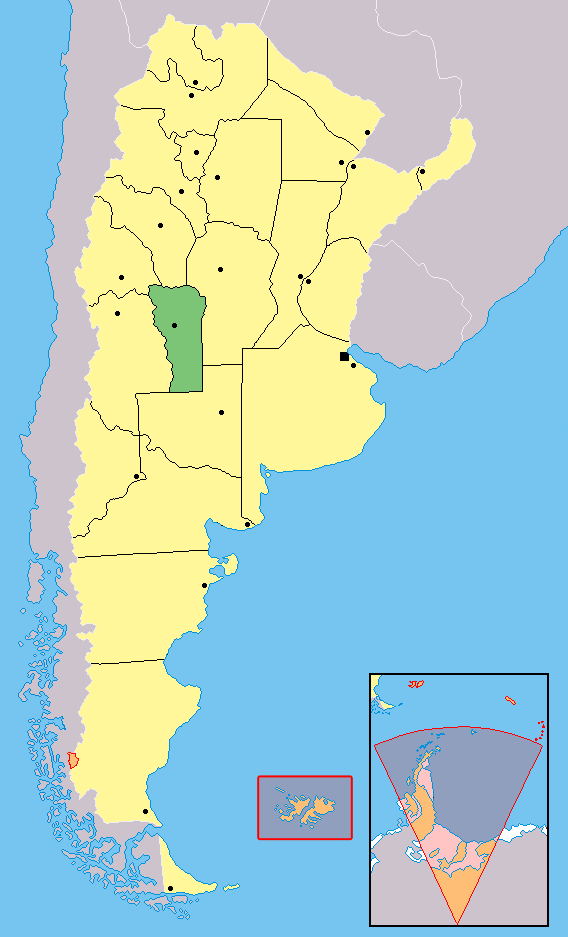
Localisation de la province de San Luis en Argentine

Il a une superficie de 9 681 km2 et comptait 16 906 habitants en 2001.